# Недодаев, Константин Иванович
Константин Иванович Недодаев (1887 — после 1920) — подпоручик 78-го пехотного Навагинского полка, полный георгиевский кавалер. Участник Белого движения на Юге России, капитан Корниловского ударного полка.

## Биография
Из крестьян Ефремово-Степановской волости Донецкого округа Донской области. Работал маляром, на военной службе с 1908 года.
С началом Первой мировой войны — подпрапорщик 78-го пехотного Навагинского полка. За боевые отличия был награждён Георгиевскими крестами всех четырёх степеней, кресты 3-й и 4-й степени получил из рук великого князя Георгия Михайловича.
Портрет К. И. Недодаева был помещен в Ратной палате. 22 октября 1915 года произведен в прапорщики «за отличия в делах против неприятеля» главнокомандующим армиями Северного фронта (производство утверждено Высочайшим приказом от 23 мая 1916 года). Был младшим офицером команды пеших разведчиков. Произведен в подпоручики 31 августа 1916 года.
В Гражданскую войну участвовал в Белом движении на юге России. Во ВСЮР и Русской армии — в Корниловской дивизии до эвакуации Крыма. На 20 марта 1920 года — штабс-капитан Корниловского ударного полка, на 18 декабря 1920 года — в 3-й роте Корниловского полка в Галлиполи, капитан.
Дальнейшая судьба неизвестна.

## Награды
- Георгиевский крест 4-й ст. за отличие в бою с турками 11 декабря 1914 года (№ 213489)
- Георгиевский крест 3-й ст. за отличие в бою с германцами 18 июля 1915 года (№ 80012)
- Георгиевский крест 2-й ст. за отличие в бою с австро-германцами (номер неизвестен)
- Георгиевский крест 1-й ст. за отличие в бою с австро-германцами 17 июля 1915 года (№ 4385)
- Орден Святого Станислава 3-й ст. с мечами и бантом (ВП 12.01.1917)